# Человек работающий

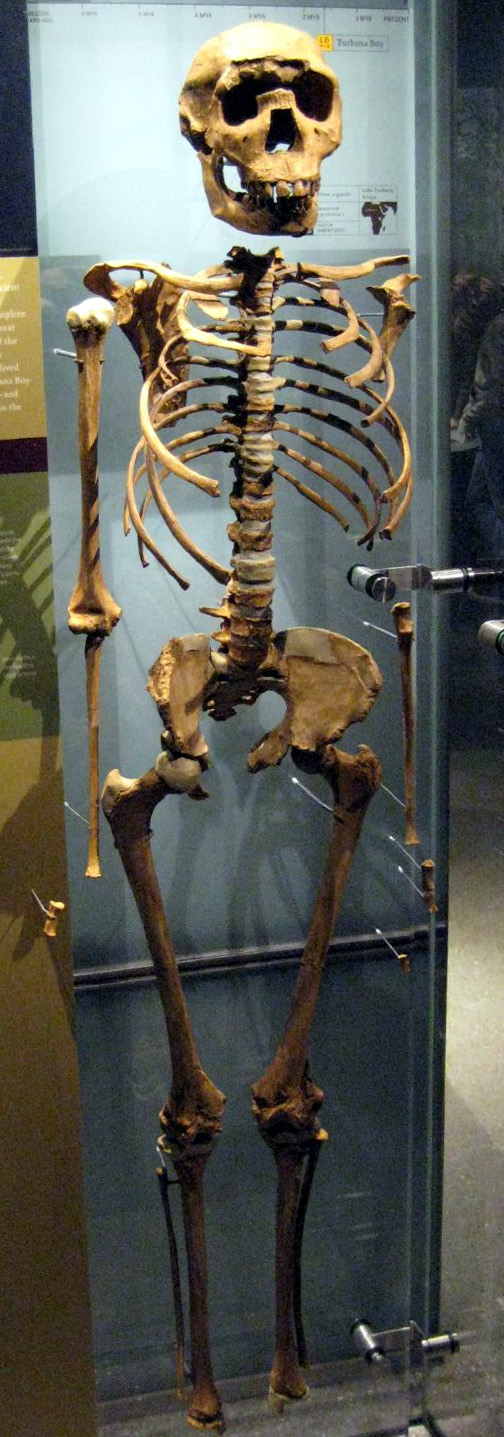
Мальчик из Турканы

Homo ergaster (с лат. — «Человек работающий») — ископаемый вид людей, появившийся в Африке 1,8 млн лет назад в результате эволюции Homo habilis или Homo rudolfensis. Голотипом вида считается челюсть KNM ER 992, обнаруженная в Кооби-Фора (Кения) Б. Нгенео (B. Ngeneo) в 1971 году. Рассматривается как промежуточное звено между австралопитеками и Homo erectus, иногда описывается как африканский подвид питекантропов (лат. Homo erectus ergaster), однако всё большее число исследователей склонны отличать их от неафриканских представителей человеческого рода, живших в промежутке 1,8—1,5 миллиона лет назад — время существования Homo ergaster.

## История открытия
В 1971 году на песчаном мысе Кооби-Фора на восточном берегу озера Туркана на севере Кении, Ричард Лики нашёл неплохо сохранившуюся нижнюю челюсть нового гоминида. Сначала обладателя челюсти причислили к человеку прямоходящему, но после более внимательного изучения в 1975 году новому гоминиду дали другое название, — «Человек работающий». Здесь же был обнаружен женский череп KNM-ER 3733. Находка ER 3733 в одной страте с австралопитеком (Australopithecus boisei) впервые опровергла идею о линейной эволюции, согласно которой невозможно одновременное существование двух эволюционно родственных видов (Leakey, 1976).
В 1984 году в Кении (озеро Рудольф) был обнаружен хорошо сохранившийся (сохранность 80—90 %) скелет подростка 9—12 лет (по другим данным, 13—14 лет), датируемый приблизительно 1,6—1,5 млн лет назад. Находку назвали Мальчик из Турканы (Turkana Boy).
Отличительной особенностью взрослых останков был необычайно высокий рост — 180 см — гораздо больший, чем у позднее живших гейдельбергских людей и неандертальцев.
За пределами Африки присутствие Homo ergaster предполагается в Италии (Апулия). На апулийской стоянке обнаружены только кремнёвые орудия возрастом 1,7 млн лет назад. Как переходная форма между Homo ergaster и Homo erectus иногда рассматривается и дманисийский гоминид.

## Характеристика

Череп человека работающего (в центре). Название находки: Нариокотоме KNM-WT 15000. Место и время находки: Кения, 1984 год. Рост: 1,65 см. Объём мозга: 750 см³. Возраст находки: 1,47 млн лет

Анатомически африканские Homo ergaster сходны с Homo erectus. Различия заключаются в строении черепа (более высокий свод и более тонкие кости, слабый затылочный выступ, почти полное отсутствие сагиттального гребня), более лёгком скелете и в строении лица — ближе к современным людям, чем Homo erectus. Средний объём черепа — 880 см³, колеблется от 750 до 1250 см³. Рост — 130—170 см. Череп округлый, надбровные дуги сильно развиты, зубы мелкие, особенно в сравнении с австралопитеками.
По сравнению с человеком умелым объём мозга человека работающего заметно увеличился и составлял в среднем 900 см³, а кроме того, увеличились и его отделы, отвечающие за абстрактное мышление, в частности увеличился размер лобных долей. Одновременно с увеличением лобных долей происходило и увеличение так называемой зоны Брока, ответственной за речь. Она, судя по эндокранам (слепкам с внутренней поверхности черепа) у человека работающего была уже более развитой по сравнению с человеком умелым. И, возможно, человек работающий обладал уже зачатками речи.
Височные доли у яванских Homo erectus были больше, чем у африканских Homo ergaster, при этом у обоих этих видов височные доли были пропорционально меньше, чем у современного человека.
Переход от эогоминид (ранних homo) (Homo habilis, Homo rudolfensis) к Homo ergaster (древнейшим людям) был важнейшим качественным скачком в эволюции гоминид. Дело тут не только в несколько большем объёме мозга. Возможно, именно Homo ergaster является «автором» двух важнейших изобретений: обоюдоострого рубила (относят к ашёльскому типу), по форме напоминающего клык хищного зверя (H. habilis пользовались только оббитой галькой с единственным режущим краем) и использования огня (древнейшие кострища, обнаруженные в Африке, имеют возраст более 1 млн лет). Впрочем, не исключено, что эти изобретения были сделаны не эргастерами, а их прямыми потомками — ранними представителями H. erectus. Несомненно, впрочем, что при переходе от H. habilis/H. rudolfensis произошло два важных изменения:
1. Резко увеличились размеры тела. Это связывают непосредственно со вторым изменением, а именно:
2. Возросла доля животной пищи в рационе. Традиционно это объясняли тем, что H. ergaster научился более эффективно охотиться на крупную и среднюю дичь. В последнее время, однако, приводятся аргументы в пользу того, что H. ergaster был всё-таки падальщиком и просто научился более эффективно конкурировать с другими падальщиками.